# Heinz Piontek
Heinz Piontek (ur. 15 listopada 1925 w Kluczborku, zm. 26 października 2003 w Rotthalmünster) – niemiecki pisarz, poeta, prozaik, krytyk, autor słuchowisk radiowych, tłumacz i wydawca.
Urodził się w Kluczborku na Górnym Śląsku, gdzie mieszkał do roku 1943, kiedy został wcielony do Wehrmachtu. W roku 1945 zwolniono go z amerykańskiego obozu dla jeńców wojennych. Po wojnie nie powrócił na Śląsk, zamieszkując na stałe w Niemczech. W Lauingen (Donau) kontynuował przerwaną wskutek wojny naukę, zdał maturę i rozpoczął studia germanistyczne w niedalekim Dillingen zaliczając trzy semestry.
Od 1948 poświęcił się wyłącznie pracy literackiej. W 1955 przeprowadził się do Dillingen, a od 1961 zamieszkał w Monachium.
Wyróżniony wieloma nagrodami, m.in. Nagrodą Literacką im. Andreasa Gryphiusa (1957), Nagrodą Tukana (1971), Nagrodą Literacką im. Eichendorffa (1978). W 1985 otrzymał Order Zasługi Republiki Federalnej Niemiec.
16 września 2008 roku w Kluczborku, przy ulicy Byczyńskiej 13 w miejscu urodzenia pisarza uroczyście odsłonięto tablicę pamiątkową.

## Życiorys
Ojciec Robert Piontek i matka Marie Seja wzięli ślub 1 listopada 1919 roku. Heinz Piontek urodził się 15 listopada 1925 w Kluczborku jako trzecie dziecko, miał starszego brata Christiana, który zmarł krótko po narodzeniu oraz starszą siostrę Ilse. Jego ojciec był rzeźnikiem i handlarzem bydła, natomiast matka pracowała jako pokojówka. '' Czas mojego życia '' (''Zeit meines Lebens'') jest jedną z autobiograficznych powieści Heinza Piontka, która opowiada o dzieciństwie i młodości spędzonej w górnośląskiej ojczyźnie. Był on otwartym i ciekawskim dzieckiem, szczególnie interesował się historią i baśniami. W 1943 roku został zmuszony do opuszczenia murów szkolnych i przerwania edukacji, ponieważ został wcielony do Wehrmachtu i musiał walczyć w II wojnie światowej. Dwa lata później trafił do obozu jenieckiego. Po uwolnieniu zamieszkał w Waldmünchen, pracował w kamieniołomach w Górnym Palatynacie (Oberpfalz) oraz jako robotnik budowlany w Monachium. W swojej drugiej powieści autobiograficznej „Godzina ocalonych” („Stunde der Überlebenden”) opisał czas spędzony w wojsku, w obozie jenieckim oraz czas powojenny. W 1947 przeniósł się do Launingen, gdzie zdał maturę. W 1951 roku poślubił Giselę Dallmann. Później studiował germanistykę przez trzy semestry na uniwersytecie w Dillingen. W 1961 roku przeprowadził się do Monachium. Od 1948 roku utrzymywał się z pracy jako pisarz.
W 2003 roku Piontek zmarł w zakładzie opiekuńczym w Rotthalmünster. Swoimi różnorodnymi gatunkami literackimi oraz utworami współkształtował on niemiecką literaturę powojenną. Pochodzący z Kluczborka pisarz został uznany za jednego z ważniejszych poetów XX wieku.
Heinz Piontek był członkiem:
- od 1960 roku – Bawarskiej Akademii Sztuk Pięknych (Bayerische Akademie der Schönen Künste)
- od 1967 roku – Niemieckiej Akademii Języka i Literatury w Darmstadt (Deutsche Akademie für Sprache und Dichtung)
- od 1968 roku – PEN Club Republiki Federalnej Niemiec (PEN-Zentrum der Bundesrepublik Deutschland)

## Twórczość
Heinz Piontek rozpoczął swoją karierę pisarską w 1946 roku, pisząc artykuł do gazety Die Neue Zeitung. Po nim powstało wiele innych wierszy i opowiadań. Zaraz po wydaniu tomików poezji w 1956 roku Hans Egon Holthusen docenił i uznał znakomitą poezję Piontka. Ponadto Piontek zasłynął także jako krytyk literacki oraz eseista. Bardzo szybko została mu przypięta etykietka poety piszącego przede wszystkim o naturze (Naturlyriker). Należy jednak pamiętać, że prócz magicznej poezji, tworzył on także utwory w innych gatunkach literackich. Piontek zasłynął z wierszy określanych w języku niemieckim jako Zeitgedichte („wiersze naoczne”), np. „Rozproszeni” („Die Verstreuten”) poruszający tematykę wypędzeń i „Około 1800” („Um 1800”) utworu o niemieckiej klasyce. Ponadto w wierszach Piontka znaleźć można motywy religijne, które mają odzwierciedlenie przede wszystkim w cyklach opisujących starożydowskich proroków („Helldunkel”, 1987).
Z biegiem czasu liryka Piontka zmieniła się i stała się bardziej lakoniczna, m.in. poeta zrezygnował z rymów. Wyraźne uznanie piękna w wierszu „Tabu językowe” („Sprachtabus”, 1981) (...tak, mówię / że nie musimy lękać się piękna: // miodu, jabłka, łabędzia-) wzbudziło brak zrozumienia, a nawet szyderstwo. Pod pojęciem piękna nie kryło się dla niego estetyczne upiększanie rzeczywistości, lecz prawda zawarta w dziełach sztuki.
Piontek jako prozaik skupiał się początkowo na krótkich opowiadaniach (Short Story). Cechami charakterystycznymi jego twórczości są m.in.: różnorodność technik opowiadania, wciągająca fabuła, interesujące wewnętrzne monologi oraz niezmienna dokładność w opisywaniu każdego detalu. Z czasem Piontek zaczął tworzyć poważniejsze i obszerniejsze opowiadania. Powieść „Wiek średni” („Die mittleren Jahre”, 1967), zawierająca wątek małżeństwa, pokoleń i dużego miasta, jest pierwszą z jego trzech powieści monachijskich (Münchner Romane).
W latach 1960 i 1970 twórczość Heinza Piontka stała się obiektem narastającej krytyki za jakoby brak zaangażowania społecznego w twórczości. Punktem kulminacyjnym okazało się wręczenie mu nagrody im. Georga Büchnera (Georg-Büchner-Preis), dlatego Piontek zaczął powoli wycofywać się z życia literackiego, który wziął na celownik w swojej drugiej powieści monachijskiej pt. „Życie poety” („Dichterleben”, 1976).
Opowiadania i wiersze Piontka zostały przetłumaczone na ponad 24 języki, a wybrane próby jego twórczości są tematem wielu antologii od lat 50. w kraju i za granicą. Ponadto istotna jest także jego działalność jako wydawcy. Oprócz wielu antologii prozy i liryki Piontek redagował w latach 1969–1979 literacki rocznik „Ensemble”. Od roku 1980 do roku 1986 wydawał założoną przez siebie „Münchner Edition”.
Literacką spuściznę Piontka znaleźć można w dziale rękopisów i starych druków w bibliotece landowej w Bawarii (Bayerische Staatsbibliothek). W muzeum Heinza Piontka w Lauingen przechowywane są dokumenty, listy i zdjęcia dotyczące jego pochodzenia i biografii, a także pierwsze wydania i rękopisy jego utworów. Ponadto muzeum posiada zbiór współczesnej liryki Piontka z lat 1945–2000, jego obrazów i akwareli, a także komentarzy prasowych i recenzji jego dzieł.

## Powieści
- Wiek średni (Die mittleren Jahre) – 1967
- Czerwone strzały (Rote Pfeile) – 1962
- Gorące kasztany (Kastanien aus dem Feuer) – 1963
- Goethe w podróży na Śląsk: prawie powieść (Goethe unterwegs in Schlesien: fast ein Roman) – Würzburg 1993

## Wiersze
- Na łodzi (Bootsfahrt) – 1952, przełożył Andrzej Lam[2]
- Złamane milczenie (Das Schweigen überbrücken) – 1977, przełożył Andrzej Lam
- Co mnie nie opuszcza (Was mich nicht losläßt) – 1981
- Straż poranna (Morgenwache) – 1991, przełożył Andrzej Lam[4]
- Nowa orbita (Neue Umlaufbahn) – 1998
- Utracone miasto (Die verlorene Stadt) – przełożył Andrzej Lam[2]
- Śpiew (Singen) – przełożył Andrzej Lam[2]
- Drzewa (Bäume) – przełożył Andrzej Lam[2]
- Słuchając (Zuhörend) – przełożył Andrzej Lam[2]
- Moja mowa (Meine Rede) – przełożył Andrzej Lam[2]
- Czym jest prawda? (Was ist Wahrheit?) – przełożył Andrzej Lam[2]
- Kalenica (Der First) – przełożył Andrzej Lam[2]
- Nocą, na budowie wieży Babel (Nachts, beim Turmbau zu Babel) – przełożył Andrzej Lam[2]
- Bezpieczna droga (Freies Geleit) – przełożył Andrzej Lam[2]

## Słuchowiska
- Biała pantera (Der Weisse Panther) – 1962

## Dzieła

### Dzieła wydane w sześciu tomach, Monachium
1. Powieści monachijskie (Die Münchner Romane) – 1981
2. Barwne cienie (Farbige Schatten) – 1984
3. Ogień na wietrze (Feuer im Wind) – 1985
4. Czas mojego życia (Zeit meines Lebens) – 1985

### Pierwsze wydania
- Bród (Die Furt) – Esslingen 1952
- Smuga dymu (Die Rauchfahne) – Esslingen 1953
- Przed oczami (Vor Augen) – Esslingen 1955
- Wodne ślady (Wassermarken) – Esslingen 1957
- Drzewa na wietrze. Brat i brat (Bäume im Wind. Bruder und Bruder) – Hamburg 1961
- Żurawim piórem (Mit einer Kranichfeder) – Stuttgart 1962
- Biała pantera (Weißer Panther) – Stuttgart 1962
- Gorące kasztany (Kastanien aus dem Feuer) – Stuttgart 1963
- Tekst jawny (Klartext) – Hamburg 1966
- Wiek średni (Die mittleren Jahre) – Hamburg 1967
- Martwy czy żywy (Tot oder lebendig) – Hamburg 1971
- Opowiadania (Die Erzählungen) – Monachium 1971
- Życie poety (Dichterleben) – Hamburg 1976
- Jak przebiła się muzyka (Wie sich Musik durchschlug) – Hamburg 1978
- Goethe w podróży na Śląsk: prawie powieść (Goethe unterwegs in Schlesien: fast ein Roman) – Würzburg 1993

## Heinz Piontek jako wydawca
- Ensemble, Monachium rocz. 1.1969 – 10.1979 (z Clemensem Grafem Podewils)
- Niemieckie wiersze od 1960, Stuttgart 1972
- Tak, mój aniele, Monachium 1981
- Münchner Edition, 1980-1985; m.in.:
  - Richard Exner: Prawie rozmowa (Fast ein Gespräch), 1980
  - Horst Mönnich: Na końcu tęczy. Słuchowiska (Am Ende des Regenbogens. Hörspiele), 1980

## Wyróżnienia i nagrody
- 1957 Nagroda Młodej Generacji, literatura („Preis der Jungen Generation”, Literatur [Förderungspreis des Berliner Kunstpreises])
- 1957 Nagroda literacka im. Andreasa Gryphiusa (Andreas-Gryphius-Preis)
- 1958 Nagroda literacka Bawarskiej Akademii Sztuk Pięknych (Literaturpreis der Bayerischen Akademie der Schönen Künste)
- 1960 Stypendium Villa Massimo, Rzym (Stipendium der Villa Massimo Rom)
- 1967 Nagroda finansowa Miasta Monachium (Förderpreis der Stadt München)
- 1971 Nagroda literacka im. Eichendorffa (Eichendorff-Literaturpreis)
- 1971 Nagroda Tukana Miasta Monachium (Tukanpreis der Stadt München)
- 1972 Alma-Johanna-Koenig-Preis
- 1973 Nagroda Kulturalna Ziomkostwa Śląsk (Kulturpreis der Landsmannschaft Schlesien)
- 1976 Nagroda im. Georga Büchnera (Georg-Büchner-Preis)
- 1981 Nagroda im. Wernera Egk (Werner-Egk-Preis)
- 1983 Górnośląska Nagroda Kulturalna Nadrenii Północnej-Westfalii (Oberschlesischer Kulturpreis des Landes Nordrhein-Westfalen)
- 1991 Nagroda Kulturalna Śląska Kraju Związkowego Dolnej Saksonii (Kulturpreis Schlesien des Landes Niedersachsen)
- 1995 Nagroda literacka Przyjaciół Villa Massimo (Literaturpreis der Freunde der Villa Massimo)